# Rümligen
Rümligen – miejscowość w gminie Riggisberg w Szwajcarii, w kantonie Berno, w okręgu Bern-Mittelland. Do 31 grudnia 2020 samodzielna gmina.
Miejscowość została po raz pierwszy wspomniana w dokumentach w 1075 roku jako Rumelingen.

## Zabytki

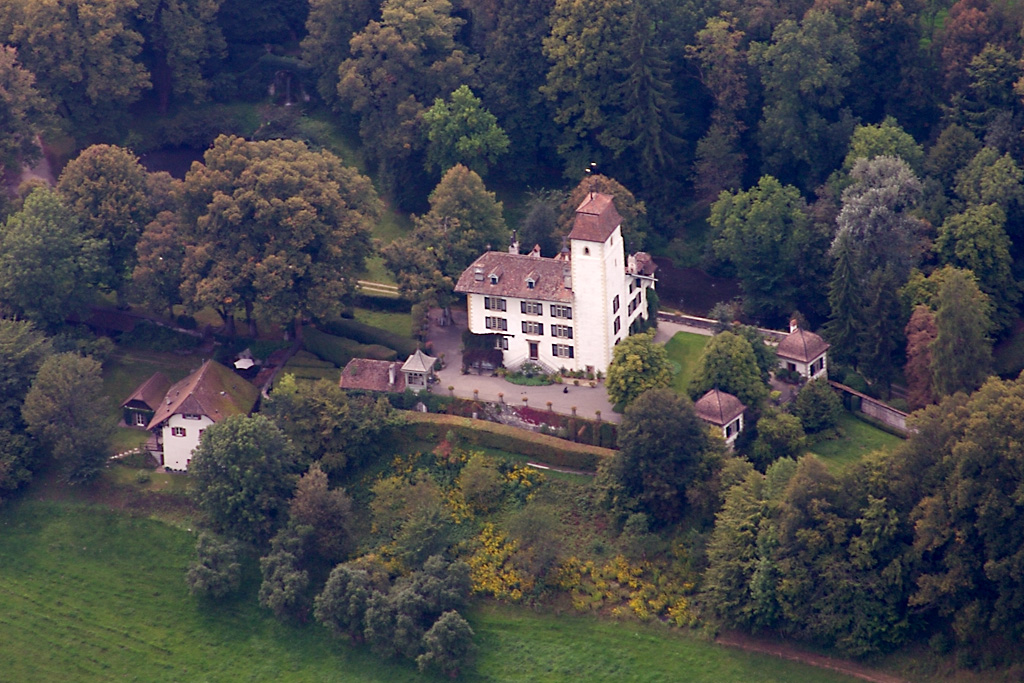
Zamek Rümligen widziany z lotu ptaka

Na terenie Rümligen znajduje się zamek. Zamek, wraz z otaczającymi go budynkami i ziemią, jest wpisany do szwajcarskiego rejestru zabytków|.

## Demografia
W Rümligen mieszka 435 osób (31 grudnia 2020). W 2012 roku 5,3% populacji gminy stanowiły osoby urodzone poza Szwajcarią.
W 2000 roku 96,7% populacji mówiło w języku niemieckim, 0,9% populacji w języku francuskim, a 0,4% w języku włoskim
Zmiany w liczbie ludności na przestrzeni lat przedstawia poniższy wykres: